# Bryolymnia viridimedia
Bryolymnia viridimedia är en fjärilsart som beskrevs av Smith 1905. Bryolymnia viridimedia ingår i släktet Bryolymnia och familjen nattflyn. Inga underarter finns listade i Catalogue of Life.

## Bildgalleri

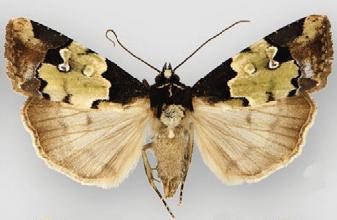